# Megapsyrassa puncticollis
Megapsyrassa puncticollis là một loài bọ cánh cứng trong họ Cerambycidae.